# Mitteldeutsche Fußballmeisterschaft 1931/32

PSV Chemnitz – Mitteldeutscher Fußballmeister 1932

Die Mitteldeutsche Fußballmeisterschaft 1931/32 des Verbandes Mitteldeutscher Ballspiel-Vereine (VMBV) war die 31. Spielzeit der Mitteldeutschen Fußballmeisterschaft. Die diesjährige Meisterschaft wurde abermals mittels zahlreicher regionaler Gauligen ausgetragen, deren Gewinner in einer K.-o.-Runde aufeinandertrafen. Durch einen 3:2-Erfolg (n. V.) über den Titelverteidiger Dresdner SC, gewann der PSV Chemnitz zum ersten Mal die Mitteldeutsche Meisterschaft und qualifizierte sich damit für die Endrunde zur Deutschen Fußballmeisterschaft 1931/32. Nachdem nun im Achtelfinale der Beuthener SuSV 09 mit 5:1 bezwungen werden konnte, schieden die Chemnitzer danach im Viertelfinale nach einer 2:3 -Niederlage gegen den FC Bayern München aus. Als zweiter mitteldeutscher Vertreter für die Endrunde war erneut der diesjährige Mitteldeutsche Fußballpokalsieger, Plauener SuBC, qualifiziert. Plauen verlor früh im Achtelfinale gegen den FC Schalke 04 mit 4:5 (n. V.) und scheiterte nach hartnäckigem Widerstand, aber doch bereits beim ersten Auftritt.

## Modus
Die Teilnehmer an der Mitteldeutschen Endrunde wurden erneut mittels 22 regional begrenzter Gauligen ausgespielt. Die Sieger dieser Ligen qualifizierten sich dann für die Endrunde um die Mitteldeutsche Meisterschaft. Zusätzlich durften zwei Vertreter aus der Deutschen Turnerschaft an der diesjährigen Mitteldeutschen Endrunde teilnehmen.
| Gau             | Gaumeister                            |
| --------------- | ------------------------------------- |
| Altmark         | Singer TuSV Wittenberge               |
| Anhalt          | Viktoria 03 Zerbst                    |
| Eichsfeld       | VfL 08 Duderstadt                     |
| Erzgebirge      | FC Saxonia Bernsbach                  |
| Harz            | FC Germania Halberstadt               |
| Kyffhäuser      | FV Wacker 05 Nordhausen a             |
| Mittelelbe      | FV Fortuna Magdeburg                  |
| Mittelsachsen   | PSV Chemnitz                          |
| Mulde           | VfL 1911 Bitterfeld                   |
| Nordthüringen   | SC Erfurt 1895                        |
| Nordwestsachsen | SC Wacker Leipzig                     |
| Oberlausitz     | SV Budissa Bautzen                    |
| Osterland       | FC Thüringen Weida                    |
| Ostsachsen      | Dresdner SC                           |
| Ostthüringen    | SC Apolda 1910                        |
| Saale           | Hallescher FC Wacker                  |
| Saale-Elster    | FV Schwarz-Gelb Weißenfels            |
| Südthüringen    | SV 08 Steinach                        |
| Vogtland        | 1. Vogtländischer FC Plauen           |
| Wartburg        | SV Preußen Langensalza                |
| Westsachsen     | Zwickauer SC                          |
| Westthüringen   | SC Wasungen                           |
| Turnerschaft    | TV Guts Muts Dresden TV Märker Treuen |

## Gau Altmark
Die Gauliga Altmark wurde mittels der Staffeln Jeetze und Altmark ausgespielt. Die Sieger beider Staffeln spielten im Finale den Gaumeister und Teilnehmer an der Mitteldeutschen Endrunde aus. Zur kommenden Spielzeit wurden beide Gruppen zusammengelegt.

### Gruppe Altmark
| Pl. | Verein                     | Sp. | S  | U | N  | Tore    | Quote | Punkte |
| --- | -------------------------- | --- | -- | - | -- | ------- | ----- | ------ |
| 1.  | Singer TuSV Wittenberge    | 16  | 11 | 1 | 4  | 055:250 | 2,20  | 23:90  |
| 2.  | Saxonia 07 Tangermünde     | 16  | 9  | 3 | 4  | 053:330 | 1,61  | 21:11  |
| 3.  | VfL Gardelegen             | 16  | 8  | 2 | 6  | 040:350 | 1,14  | 18:14  |
| 4.  | FC Viktoria 09 Stendal (M) | 16  | 6  | 6 | 4  | 032:310 | 1,03  | 18:14  |
| 5.  | Stendaler BC               | 16  | 7  | 3 | 6  | 028:290 | 0,97  | 17:15  |
| 6.  | SC Herta Wittenberge       | 16  | 7  | 2 | 7  | 038:480 | 0,79  | 16:16  |
| 7.  | FV Fortuna Tangermünde (N) | 16  | 3  | 6 | 7  | 033:450 | 0,73  | 12:20  |
| 8.  | FC Siegfried Wahrburg      | 16  | 3  | 5 | 8  | 029:460 | 0,63  | 11:21  |
| 9.  | SpV Eichstedt-Goldbeck     | 16  | 2  | 4 | 10 | 030:460 | 0,65  | 08:24  |

| (M) | Titelverteidiger Altmark |
| (N) | Aufsteiger               |

### Gruppe Jeetze
| Pl. | Verein                 | Sp. | S | U | N | Tore    | Quote | Punkte |
| --- | ---------------------- | --- | - | - | - | ------- | ----- | ------ |
| 1.  | FC 09 Salzwedel        | 8   | 8 | 0 | 0 | 028:600 | 4,67  | 16:0   |
| 2.  | SV Wustrow             | 8   | 4 | 1 | 3 | 013:150 | 0,87  | 09:70  |
| 3.  | SC Minerva Wittenberge | 8   | 2 | 3 | 3 | 010:160 | 0,63  | 07:90  |
| 4.  | VfB 07 Klötze          | 8   | 2 | 1 | 5 | 021:270 | 0,78  | 05:11  |
| 5.  | SV Eintracht Salzwedel | 8   | 1 | 1 | 6 | 011:190 | 0,58  | 03:13  |

### Finale Gau Altmark
|                        | Ergebnis |                 |
| ---------------------- | -------- | --------------- |
| Singer TSV Wittenberge | 7:1      | FC 09 Salzwedel |

## Gau Anhalt
Die Gauliga Anhalt wurde erneut mit zehn Teilnehmern ausgetragen. Der letztjährige Vizemeister Viktoria 03 Zerbst setzte sich erneut durch.
| Pl. | Verein                  | Sp. | S  | U | N  | Tore    | Quote | Punkte |
| --- | ----------------------- | --- | -- | - | -- | ------- | ----- | ------ |
| 1.  | Viktoria 03 Zerbst      | 18  | 14 | 2 | 2  | 052:180 | 2,89  | 30:60  |
| 2.  | Cöthener FC Germania 03 | 18  | 14 | 1 | 3  | 055:310 | 1,77  | 29:70  |
| 3.  | SV Köthen 02            | 18  | 8  | 4 | 6  | 047:380 | 1,24  | 20:16  |
| 4.  | FC Wacker Bernburg (M)  | 18  | 6  | 5 | 7  | 042:340 | 1,24  | 17:19  |
| 5.  | SV Dessau 05            | 18  | 7  | 3 | 8  | 035:350 | 1,00  | 17:19  |
| 6.  | SV Viktoria Güsten (N)  | 18  | 7  | 3 | 8  | 033:360 | 0,92  | 17:19  |
| 7.  | Dessauer SC 1911        | 18  | 7  | 2 | 9  | 028:520 | 0,54  | 16:20  |
| 8.  | Dessauer SV 98          | 18  | 6  | 3 | 9  | 039:390 | 1,00  | 15:21  |
| 9.  | SV Bernburg 07          | 18  | 4  | 4 | 10 | 034:480 | 0,71  | 12:24  |
| 10. | SC Köthen 09            | 18  | 3  | 1 | 14 | 024:580 | 0,41  | 07:29  |

| (M) | Titelverteidiger Anhalt |
| (N) | Aufsteiger              |

## Gau Eichsfeld
| Pl. | Verein                   | Sp. | S  | U | N | Tore    | Quote | Punkte |
| --- | ------------------------ | --- | -- | - | - | ------- | ----- | ------ |
| 1.  | VfL 08 Duderstadt (M)    | 14  | 10 | 1 | 3 | 047:240 | 1,96  | 21:70  |
| 2.  | 1. SC 1911 Heiligenstadt | 14  | 8  | 1 | 5 | 035:360 | 0,97  | 17:11  |
| 3.  | FC Brochthausen          | 14  | 8  | 0 | 6 | 051:310 | 1,65  | 16:12  |
| 4.  | FC Arminia Fuhrbach      | 14  | 7  | 2 | 5 | 036:320 | 1,13  | 16:12  |
| 5.  | VfR Dingelstädt          | 14  | 5  | 2 | 7 | 024:350 | 0,69  | 12:16  |
| 6.  | FC Concordia Beuren      | 14  | 3  | 5 | 6 | 029:440 | 0,66  | 11:17  |
| 7.  | FV Wacker Bernterode (N) | 14  | 4  | 2 | 8 | 022:340 | 0,65  | 10:18  |
| 8.  | SV Viktoria Kirchworbis  | 14  | 4  | 1 | 9 | 026:340 | 0,76  | 09:19  |

| (M) | Titelverteidiger Eichsfeld |
| (N) | Aufsteiger                 |

## Gau Erzgebirge
Die Gauliga Erzgebirge wurde erneut mittels der Staffeln Erzgebirge und Obererzgebirge ausgespielt. Beide Staffelsieger trafen dann im Finale um die Gaumeisterschaft aufeinander, um die daraus resultierende Teilnahme an der Mitteldeutschen Endrunde auszuspielen.

### Staffel Erzgebirge
| Pl. | Verein                   | Sp. | S  | U | N | Tore    | Quote | Punkte |
| --- | ------------------------ | --- | -- | - | - | ------- | ----- | ------ |
| 1.  | FC Saxonia Bernsbach (M) | 14  | 11 | 1 | 2 | 038:150 | 2,53  | 23:50  |
| 2.  | SV Sturm Beierfeld       | 14  | 9  | 2 | 3 | 036:170 | 2,12  | 20:80  |
| 3.  | VfR Auerhammer           | 14  | 6  | 2 | 6 | 031:280 | 1,11  | 14:14  |
| 4.  | FC Viktoria Lauter       | 14  | 7  | 0 | 7 | 032:340 | 0,94  | 14:14  |
| 5.  | SC Waldhaus Lauter (N)   | 14  | 4  | 3 | 7 | 032:350 | 0,91  | 11:17  |
| 6.  | VfB 1914 Zwönitz         | 14  | 5  | 1 | 8 | 023:440 | 0,52  | 11:17  |
| 7.  | FC Tanne Thalheim        | 14  | 4  | 2 | 8 | 028:320 | 0,88  | 10:18  |
| 8.  | VfB Aue-Zelle            | 14  | 3  | 3 | 8 | 027:420 | 0,64  | 09:19  |

| (M) | Titelverteidiger Erzgebirge |
| (N) | Aufsteiger                  |

### Staffel Obererzgebirge
| Pl. | Verein               | Sp. | S  | U | N  | Tore    | Quote | Punkte |
| --- | -------------------- | --- | -- | - | -- | ------- | ----- | ------ |
| 1.  | DSC Weipert          | 14  | 11 | 0 | 3  | 059:220 | 2,68  | 22:60  |
| 2.  | FC Cranzahl          | 14  | 11 | 0 | 3  | 044:280 | 1,57  | 22:60  |
| 3.  | VfB 1909 Annaberg    | 14  | 10 | 1 | 3  | 052:310 | 1,68  | 21:70  |
| 4.  | VfR 1913 Elterlein   | 14  | 5  | 2 | 7  | 042:410 | 1,02  | 12:16  |
| 5.  | VfB 1912 Geyer (M)   | 14  | 6  | 0 | 8  | 029:320 | 0,91  | 12:16  |
| 6.  | BC 1913 Jahnsbach    | 14  | 5  | 0 | 9  | 028:440 | 0,64  | 10:18  |
| 7.  | TuSV 1911 Bärenstein | 14  | 3  | 2 | 9  | 028:430 | 0,65  | 08:20  |
| 8.  | VfR Buchholz (N)     | 14  | 2  | 1 | 11 | 019:600 | 0,32  | 05:23  |

| (M) | Titelverteidiger Osterzgebirge |
| (N) | Aufsteiger                     |

Entscheidungsspiel Platz 1
|             | Ergebnis |             |
| ----------- | -------- | ----------- |
| DSC Weipert | 2:1      | FC Cranzahl |

### Finale Gau Erzgebirge
|                                                    | Gesamt |                                                         | Hinspiel | Rückspiel |
| -------------------------------------------------- | ------ | ------------------------------------------------------- | -------- | --------- |
| DSC Weipert (Gruppensieger Staffel Obererzgebirge) | 5:8    | FC Saxonia Bernsbach (Gruppensieger Staffel Erzgebirge) | 2:4      | 3:4       |

## Gau Harz
| Pl. | Verein                      | Sp. | S  | U | N  | Tore    | Quote | Punkte |
| --- | --------------------------- | --- | -- | - | -- | ------- | ----- | ------ |
| 1.  | FC Germania Halberstadt (M) | 16  | 14 | 1 | 1  | 061:210 | 2,90  | 29:30  |
| 2.  | FC Germania Wernigerode     | 16  | 12 | 1 | 3  | 056:320 | 1,75  | 25:70  |
| 3.  | VfL Mars Quedlinburg        | 16  | 8  | 1 | 7  | 044:430 | 1,02  | 17:15  |
| 4.  | SpVgg 04 Thale              | 16  | 6  | 4 | 6  | 053:430 | 1,23  | 16:16  |
| 5.  | SpVgg 1908 Aschersleben     | 16  | 5  | 5 | 6  | 050:360 | 1,39  | 15:17  |
| 6.  | SC 1910 Halberstadt (N)     | 16  | 4  | 4 | 8  | 031:510 | 0,61  | 12:20  |
| 7.  | SK Preußen Halberstadt 09   | 16  | 5  | 1 | 10 | 022:510 | 0,43  | 11:21  |
| 8.  | FC Askania Aschersleben     | 16  | 4  | 2 | 10 | 046:630 | 0,73  | 10:22  |
| 9.  | Quedlinburger SV 1904       | 16  | 4  | 1 | 11 | 029:520 | 0,56  | 09:23  |
| 10. | VfL Halberstadt b           | 0   | 0  | 0 | 0  | 000:000 | 1,00  | 0:0    |

| (M) | Titelverteidiger Harz |
| (N) | Aufsteiger            |

## Gau Kyffhäuser
Aus unbekannten Gründen, wahrscheinlich aus Terminnot, nahm der FV Wacker 05 Nordhausen an der Mitteldeutschen Fußballendrunde teil, obwohl der BSC 07 Sangerhausen, das wegen Punktgleichheit anberaumte Entscheidungsspiel um die Kyffhäuser-Gaumeisterschaft gewann.
| Pl. | Verein                                    | Sp. | S  | U | N  | Tore    | Quote | Punkte |
| --- | ----------------------------------------- | --- | -- | - | -- | ------- | ----- | ------ |
| 1.  | FV Wacker 05 Nordhausen (M)               | 18  | 13 | 1 | 4  | 052:180 | 2,89  | 27:90  |
| 2.  | BSC 07 Sangerhausen                       | 18  | 13 | 1 | 4  | 055:310 | 1,77  | 27:90  |
| 3.  | SpVgg Preußen Nordhausen                  | 18  | 12 | 1 | 5  | 047:380 | 1,24  | 25:11  |
| 4.  | VfB Sangerhausen                          | 18  | 10 | 1 | 7  | 042:340 | 1,24  | 21:15  |
| 5.  | SC Merkur Volkstedt                       | 18  | 9  | 2 | 7  | 035:350 | 1,00  | 20:16  |
| 6.  | VfB Eisleben                              | 18  | 7  | 4 | 7  | 033:360 | 0,92  | 18:18  |
| 7.  | VfB Oberröblingen                         | 18  | 6  | 5 | 7  | 028:520 | 0,54  | 17:19  |
| 8.  | Sportfreunde Klostermansfeld-Benndorf (N) | 18  | 5  | 2 | 11 | 039:390 | 1,00  | 12:24  |
| 9.  | SpVgg 1919 Eisleben                       | 18  | 3  | 3 | 12 | 034:480 | 0,71  | 09:27  |
| 10. | SpVgg Helbra                              | 18  | 2  | 0 | 16 | 024:580 | 0,41  | 04:32  |

| (M) | Titelverteidiger Kyffhäuser |
| (N) | Aufsteiger                  |

Entscheidungsspiel Platz 1
|                      | Ergebnis |                     |
| -------------------- | -------- | ------------------- |
| FV Wacker Nordhausen | 1:2      | BSC 07 Sangerhausen |

## Gau Mittelelbe
| Pl. | Verein                   | Sp. | S  | U | N  | Tore    | Quote | Punkte |
| --- | ------------------------ | --- | -- | - | -- | ------- | ----- | ------ |
| 1.  | FV Fortuna Magdeburg (M) | 18  | 12 | 3 | 3  | 071:380 | 1,87  | 27:90  |
| 2.  | FuCC Cricket-Viktoria    | 18  | 10 | 3 | 5  | 052:320 | 1,63  | 23:13  |
| 3.  | VfB 1906 Schönebeck      | 18  | 9  | 4 | 5  | 057:420 | 1,36  | 22:14  |
| 4.  | SV Favorit Magdeburg     | 18  | 10 | 2 | 6  | 048:440 | 1,09  | 22:14  |
| 5.  | MFC Viktoria 1896        | 18  | 8  | 2 | 8  | 053:430 | 1,23  | 18:18  |
| 6.  | SSV 1919 Magdeburg       | 18  | 7  | 4 | 7  | 050:510 | 0,98  | 18:18  |
| 7.  | SV Staßfurt 09 (N)       | 18  | 8  | 2 | 8  | 040:570 | 0,70  | 18:18  |
| 8.  | MSC Preußen 99           | 18  | 4  | 5 | 9  | 037:470 | 0,79  | 13:23  |
| 9.  | Magdeburger SC           | 18  | 4  | 2 | 12 | 032:520 | 0,62  | 10:26  |
| 10. | SpVgg Calbe              | 18  | 2  | 5 | 11 | 029:630 | 0,46  | 09:27  |

| (M) | Titelverteidiger Mittelelbe |
| (N) | Aufsteiger                  |

## Gau Mittelsachsen
| Pl. | Verein                    | Sp. | S  | U | N  | Tore    | Quote | Punkte |
| --- | ------------------------- | --- | -- | - | -- | ------- | ----- | ------ |
| 1.  | PSV Chemnitz (M)          | 18  | 17 | 1 | 0  | 120:300 | 4,00  | 35:10  |
| 2.  | Chemnitzer BC             | 18  | 12 | 2 | 4  | 076:410 | 1,85  | 26:10  |
| 3.  | SC National Chemnitz      | 18  | 11 | 3 | 4  | 054:330 | 1,64  | 25:11  |
| 4.  | FC Preussen Chemnitz      | 18  | 8  | 2 | 8  | 060:540 | 1,11  | 18:18  |
| 5.  | SV Sturm Chemnitz         | 18  | 8  | 2 | 8  | 037:410 | 0,90  | 18:18  |
| 6.  | SV Teutonia 1901 Chemnitz | 18  | 8  | 2 | 8  | 053:630 | 0,84  | 18:18  |
| 7.  | 1. SC 1909 Limbach        | 18  | 6  | 2 | 10 | 054:520 | 1,04  | 14:22  |
| 8.  | Sportfreunde Harthau      | 18  | 3  | 6 | 9  | 033:590 | 0,56  | 12:24  |
| 9.  | BC Hartha (N)             | 18  | 5  | 2 | 11 | 036:820 | 0,44  | 12:24  |
| 10. | SV Grüna 12               | 18  | 1  | 0 | 17 | 029:970 | 0,30  | 02:34  |

| (M) | Titelverteidiger Mittelsachsen |
| (N) | Aufsteiger                     |

## Gau Mulde
Die Vereine im Gau Mulde waren in dieser Spielzeit erneut in die regionalen Staffeln Altmulde und Elbe/Elster eingeteilt. Die Sieger beider Staffeln spielten in einem Finale den Gaumeister und Teilnehmer an der Mitteldeutschen Endrunde aus.

### Staffel Altmulde
| Pl. | Verein                        | Sp. | S  | U | N  | Tore    | Quote | Punkte |
| --- | ----------------------------- | --- | -- | - | -- | ------- | ----- | ------ |
| 1.  | VfL 1911 Bitterfeld (M)       | 18  | 11 | 5 | 2  | 056:240 | 2,33  | 27:90  |
| 2.  | VfB Zscherndorf               | 18  | 9  | 6 | 3  | 042:280 | 1,50  | 24:12  |
| 3.  | VfR Piesteritz                | 18  | 9  | 3 | 6  | 050:430 | 1,16  | 21:15  |
| 4.  | VfB Preußen Greppin 1911      | 18  | 9  | 2 | 7  | 051:480 | 1,06  | 20:16  |
| 5.  | Holzweißiger SV               | 18  | 7  | 4 | 7  | 057:350 | 1,63  | 18:18  |
| 6.  | FC Victoria Wittenberg        | 18  | 7  | 3 | 8  | 035:430 | 0,81  | 17:19  |
| 7.  | BC Union Sandersdorf          | 18  | 7  | 2 | 9  | 034:430 | 0,79  | 16:20  |
| 8.  | SpVgg 1907 Wittenberg         | 18  | 5  | 4 | 9  | 041:490 | 0,84  | 14:22  |
| 9.  | SV Frischauf Friedersdorf (N) | 18  | 5  | 3 | 10 | 043:740 | 0,58  | 13:23  |
| 10. | SC Wacker Bitterfeld          | 18  | 3  | 4 | 11 | 040:620 | 0,65  | 10:26  |

| (M) | Titelverteidiger Mulde |
| (N) | Aufsteiger             |

### Staffel Elbe-Elster
| Pl. | Verein                 | Sp. | S  | U | N  | Tore    | Quote | Punkte |
| --- | ---------------------- | --- | -- | - | -- | ------- | ----- | ------ |
| 1.  | FC Wacker Mühlberg (N) | 14  | 11 | 1 | 2  | 050:310 | 1,61  | 23:50  |
| 2.  | SV Preußen Biehla      | 14  | 9  | 2 | 3  | 060:320 | 1,88  | 20:80  |
| 3.  | VfB Herzberg           | 13  | 7  | 3 | 3  | 024:220 | 1,09  | 17:90  |
| 4.  | SpVgg 1908 Bockwitz    | 14  | 6  | 1 | 7  | 040:380 | 1,05  | 13:15  |
| 5.  | Sportfreunde Torgau    | 14  | 5  | 2 | 7  | 028:340 | 0,82  | 12:16  |
| 6.  | BC Dommitzsch          | 14  | 3  | 3 | 8  | 024:410 | 0,59  | 09:19  |
| 7.  | VfB Hohenleipisch 1912 | 13  | 4  | 1 | 8  | 036:430 | 0,84  | 09:17  |
| 8.  | FC Hartenfels Torgau   | 14  | 3  | 1 | 10 | 019:400 | 0,48  | 07:21  |

| (N) | Aufsteiger |

### Finale Gau Mulde
|                                                      | Gesamt |                                                        | Hinspiel | Rückspiel |
| ---------------------------------------------------- | ------ | ------------------------------------------------------ | -------- | --------- |
| VfL 1911 Bitterfeld (Gruppensieger Staffel Altmulde) | 10:00  | FC Wacker Mühlberg (Gruppensieger Staffel Elbe/Elster) | 4:0      | 6:0       |

## Gau Nordthüringen
| Pl. | Verein                   | Sp. | S  | U | N  | Tore    | Quote | Punkte |
| --- | ------------------------ | --- | -- | - | -- | ------- | ----- | ------ |
| 1.  | SC Erfurt 1895           | 18  | 11 | 6 | 1  | 055:280 | 1,96  | 28:80  |
| 2.  | FV Germania Ilmenau      | 18  | 11 | 2 | 5  | 052:380 | 1,37  | 24:12  |
| 3.  | SC Stadtilm (M)          | 18  | 10 | 2 | 6  | 065:270 | 2,41  | 22:14  |
| 4.  | VfB 04 Erfurt            | 18  | 8  | 6 | 4  | 050:390 | 1,28  | 22:14  |
| 5.  | SpVgg 02 Erfurt          | 18  | 8  | 3 | 7  | 048:370 | 1,30  | 19:17  |
| 6.  | Sportring BV 1897 Erfurt | 18  | 6  | 4 | 8  | 032:390 | 0,82  | 16:20  |
| 7.  | VfB Sömmerda             | 18  | 6  | 2 | 10 | 027:500 | 0,54  | 14:22  |
| 8.  | SV 09 Arnstadt           | 18  | 5  | 3 | 10 | 040:580 | 0,69  | 13:23  |
| 9.  | TSG Gispersleben c       | 18  | 3  | 5 | 10 | 025:620 | 0,40  | 11:25  |
| 10. | BC 07 Arnstadt c (N)     | 18  | 3  | 5 | 10 | 041:570 | 0,72  | 11:25  |

| (M) | Titelverteidiger Nordthüringen |
| (N) | Aufsteiger                     |

## Gau Nordwestsachsen
| Pl. | Verein                        | Sp. | S  | U | N  | Tore    | Quote | Punkte |
| --- | ----------------------------- | --- | -- | - | -- | ------- | ----- | ------ |
| 1.  | SC Wacker Leipzig             | 18  | 12 | 5 | 1  | 065:300 | 2,17  | 29:70  |
| 2.  | FC Sportfreunde Leipzig (M)   | 18  | 10 | 4 | 4  | 055:310 | 1,77  | 24:12  |
| 3.  | SpVgg 1899 Leipzig-Lindenau   | 18  | 9  | 3 | 6  | 059:490 | 1,20  | 21:15  |
| 4.  | VfTuB 1905 Leipzig            | 18  | 8  | 4 | 6  | 039:360 | 1,08  | 20:16  |
| 5.  | VfB Zwenkau 02 (N)            | 18  | 9  | 1 | 8  | 032:380 | 0,84  | 19:17  |
| 6.  | SV Fortuna Leipzig 02         | 18  | 8  | 1 | 9  | 037:480 | 0,77  | 17:19  |
| 7.  | VfB Leipzig                   | 18  | 7  | 2 | 9  | 044:380 | 1,16  | 16:20  |
| 8.  | FC Eintracht Leipzig          | 18  | 6  | 3 | 9  | 035:360 | 0,97  | 15:21  |
| 9.  | ATV Sportfreunde Markranstädt | 18  | 5  | 3 | 10 | 033:500 | 0,66  | 13:23  |
| 10. | BV Olympia-Germania Leipzig   | 18  | 3  | 0 | 15 | 027:700 | 0,39  | 06:30  |

| (M) | Titelverteidiger Nordwestsachsen |
| (N) | Aufsteiger                       |

## Gau Oberlausitz
| Pl. | Verein                   | Sp. | S  | U | N  | Tore    | Quote | Punkte |
| --- | ------------------------ | --- | -- | - | -- | ------- | ----- | ------ |
| 1.  | SV Budissa Bautzen (M)   | 18  | 13 | 3 | 2  | 051:290 | 1,76  | 29:70  |
| 2.  | SC 1911 Großröhrsdorf    | 18  | 11 | 5 | 2  | 047:230 | 2,04  | 27:90  |
| 3.  | Zittauer BC              | 18  | 10 | 4 | 4  | 070:450 | 1,56  | 24:12  |
| 4.  | Bischofswerdaer SV 08    | 18  | 9  | 4 | 5  | 059:460 | 1,28  | 22:14  |
| 5.  | Sportlust Zittau         | 18  | 7  | 2 | 9  | 037:350 | 1,06  | 16:20  |
| 6.  | SpVgg 1908 Bautzen       | 18  | 6  | 4 | 8  | 050:600 | 0,83  | 16:20  |
| 7.  | BV Sportlust Neugersdorf | 18  | 5  | 5 | 8  | 044:500 | 0,88  | 15:21  |
| 8.  | BC Reichenau             | 18  | 5  | 2 | 11 | 035:540 | 0,65  | 12:24  |
| 9.  | SpVgg Ebersbach (N)      | 18  | 4  | 2 | 12 | 037:630 | 0,59  | 10:26  |
| 10. | VfB Kamenz               | 18  | 4  | 1 | 13 | 030:550 | 0,55  | 09:27  |

| (M) | Titelverteidiger Oberlausitz |
| (N) | Aufsteiger                   |

## Gau Osterland
| Pl. | Verein                 | Sp. | S  | U | N  | Tore    | Quote | Punkte |
| --- | ---------------------- | --- | -- | - | -- | ------- | ----- | ------ |
| 1.  | FC Thüringen Weida (M) | 18  | 14 | 2 | 2  | 080:280 | 2,86  | 30:60  |
| 2.  | FC Wacker Gera         | 18  | 13 | 2 | 3  | 066:270 | 2,44  | 28:80  |
| 3.  | SpVgg 1904 Gera        | 18  | 11 | 5 | 2  | 078:330 | 2,36  | 27:90  |
| 4.  | 1. FC Greiz            | 18  | 12 | 2 | 4  | 062:360 | 1,72  | 26:10  |
| 5.  | SpVgg Neustadt/Orla    | 18  | 6  | 3 | 9  | 049:470 | 1,04  | 15:21  |
| 6.  | FC Konkordia Gera-Reuß | 18  | 6  | 2 | 10 | 041:550 | 0,75  | 14:22  |
| 7.  | SC Gera-Rubitz (N)     | 18  | 6  | 1 | 11 | 045:690 | 0,65  | 13:23  |
| 8.  | VfB 09 Pößneck         | 18  | 5  | 2 | 11 | 018:440 | 0,41  | 12:24  |
| 9.  | SV Schmölln 1913       | 18  | 4  | 1 | 13 | 029:790 | 0,37  | 09:27  |
| 10. | VfB Ronneburg          | 18  | 2  | 2 | 14 | 038:880 | 0,43  | 06:30  |

| (M) | Titelverteidiger Osterland |
| (N) | Aufsteiger                 |

## Gau Ostsachsen
| Pl. | Verein                    | Sp. | S  | U | N  | Tore    | Quote | Punkte |
| --- | ------------------------- | --- | -- | - | -- | ------- | ----- | ------ |
| 1.  | Dresdner SC (M, MM)       | 18  | 16 | 0 | 2  | 093:200 | 4,65  | 32:40  |
| 2.  | Dresdner FC Fußballring   | 18  | 10 | 6 | 2  | 036:240 | 1,50  | 26:10  |
| 3.  | Guts Muts Dresden         | 18  | 10 | 4 | 4  | 044:250 | 1,76  | 24:12  |
| 4.  | SpVgg Brandenburg Dresden | 18  | 8  | 1 | 9  | 048:370 | 1,30  | 17:19  |
| 5.  | VfR 1908 Dresden          | 18  | 7  | 2 | 9  | 035:510 | 0,69  | 16:20  |
| 6.  | Riesaer SV 03 (N)         | 18  | 6  | 2 | 10 | 029:460 | 0,63  | 14:22  |
| 7.  | Dresdner SpVgg 05         | 18  | 5  | 3 | 10 | 037:590 | 0,63  | 13:23  |
| 8.  | Dresdner SG 1893          | 18  | 4  | 5 | 9  | 022:410 | 0,54  | 13:23  |
| 9.  | Dresdner SV 1906          | 18  | 4  | 5 | 9  | 021:400 | 0,53  | 13:23  |
| 10. | Meißner SV 08             | 18  | 5  | 2 | 11 | 022:440 | 0,50  | 12:24  |

| (MM) | Mitteldeutscher Titelverteidiger |
| (M)  | Titelverteidiger Ostsachsen      |
| (N)  | Aufsteiger                       |

## Gau Ostthüringen
| Pl. | Verein                    | Sp. | S  | U | N  | Tore    | Quote | Punkte |
| --- | ------------------------- | --- | -- | - | -- | ------- | ----- | ------ |
| 1.  | SC Apolda 1910            | 18  | 12 | 3 | 3  | 070:320 | 2,19  | 27:90  |
| 2.  | 1. SV 03 Jena (M)         | 18  | 12 | 1 | 5  | 053:220 | 2,41  | 25:11  |
| 3.  | VfB Apolda                | 18  | 10 | 3 | 5  | 053:330 | 1,61  | 23:13  |
| 4.  | VfB Rudolstadt            | 18  | 10 | 3 | 5  | 054:410 | 1,32  | 23:13  |
| 5.  | VfL 06 Saalfeld           | 18  | 9  | 2 | 7  | 045:360 | 1,25  | 20:16  |
| 6.  | SV 1910 Kahla             | 18  | 8  | 3 | 7  | 052:550 | 0,95  | 19:17  |
| 7.  | VfL/MSV Richthofen Weimar | 18  | 5  | 3 | 10 | 037:600 | 0,62  | 13:23  |
| 8.  | VfB Jena 1911             | 18  | 5  | 2 | 11 | 033:550 | 0,60  | 12:24  |
| 9.  | SC 1903 Weimar            | 18  | 5  | 1 | 12 | 030:450 | 0,67  | 11:25  |
| 10. | VfB Oberweimar (N)        | 18  | 2  | 3 | 13 | 028:760 | 0,37  | 07:29  |

| (M) | Titelverteidiger Ostthüringen |
| (N) | Aufsteiger                    |

## Gau Saale
| Pl. | Verein                   | Sp. | S  | U | N  | Tore    | Quote | Punkte |
| --- | ------------------------ | --- | -- | - | -- | ------- | ----- | ------ |
| 1.  | Hallescher FC Wacker (M) | 17  | 13 | 1 | 3  | 062:290 | 2,14  | 27:70  |
| 2.  | FV Sportfreunde Halle    | 18  | 10 | 2 | 6  | 059:390 | 1,51  | 22:14  |
| 3.  | SpVgg 1919 Neumark       | 18  | 8  | 6 | 4  | 043:300 | 1,43  | 22:14  |
| 4.  | SV Borussia 02 Halle     | 18  | 10 | 2 | 6  | 060:450 | 1,33  | 22:14  |
| 5.  | VfL Halle 1896           | 18  | 8  | 4 | 6  | 033:240 | 1,38  | 20:16  |
| 6.  | VfL 1912 Merseburg       | 18  | 9  | 1 | 8  | 049:430 | 1,14  | 19:17  |
| 7.  | SV Merseburg 99          | 18  | 8  | 1 | 9  | 045:360 | 1,25  | 17:19  |
| 8.  | SC Favorit Halle         | 18  | 6  | 2 | 10 | 028:380 | 0,74  | 14:22  |
| 9.  | SV Halle 98              | 18  | 6  | 1 | 11 | 025:550 | 0,45  | 13:23  |
| 10. | VfB Schkeuditz (N)       | 17  | 0  | 2 | 15 | 014:790 | 0,18  | 02:32  |

| (M) | Titelverteidiger Saale |
| (N) | Aufsteiger             |

## Gau Saale-Elster
| Pl. | Verein                     | Sp. | S  | U | N  | Tore    | Quote | Punkte |
| --- | -------------------------- | --- | -- | - | -- | ------- | ----- | ------ |
| 1.  | FV Schwarz-Gelb Weißenfels | 18  | 12 | 4 | 2  | 056:210 | 2,67  | 28:80  |
| 2.  | TuRV 1861 Weißenfels       | 18  | 10 | 4 | 4  | 048:350 | 1,37  | 24:12  |
| 3.  | Naumburger SV 05 (M)       | 18  | 9  | 5 | 4  | 039:180 | 2,17  | 23:13  |
| 4.  | SC 1924 Grana/Zeitz        | 18  | 10 | 3 | 5  | 042:280 | 1,50  | 23:13  |
| 5.  | Naumburger BC 1920 (N)     | 18  | 7  | 5 | 6  | 044:360 | 1,22  | 19:17  |
| 6.  | SC 1903 Weißenfels         | 18  | 6  | 2 | 10 | 033:540 | 0,61  | 14:22  |
| 7.  | SV Teuchern 1910           | 18  | 5  | 3 | 10 | 034:390 | 0,87  | 13:23  |
| 8.  | SpVgg Zeitz 1910           | 18  | 5  | 3 | 10 | 034:450 | 0,76  | 13:23  |
| 9.  | Zeitzer BC 03              | 18  | 4  | 4 | 10 | 037:580 | 0,64  | 12:24  |
| 10. | SV Blau-Gelb Weißenfels    | 18  | 5  | 1 | 12 | 029:620 | 0,47  | 11:25  |

| (M) | Titelverteidiger Saale-Elster |
| (N) | Aufsteiger                    |

## Gau Südthüringen
| Pl. | Verein                  | Sp. | S  | U | N  | Tore    | Quote | Punkte |
| --- | ----------------------- | --- | -- | - | -- | ------- | ----- | ------ |
| 1.  | SV 08 Steinach          | 18  | 14 | 1 | 3  | 042:180 | 2,33  | 29:70  |
| 2.  | VfL 1907 Neustadt (M)   | 18  | 11 | 4 | 3  | 040:200 | 2,00  | 26:10  |
| 3.  | VfB 1907 Coburg         | 18  | 11 | 2 | 5  | 039:200 | 1,95  | 24:12  |
| 4.  | 1. FC 07 Lauscha        | 17  | 7  | 3 | 7  | 027:250 | 1,08  | 17:17  |
| 5.  | SC 06 Oberlind          | 18  | 6  | 5 | 7  | 028:310 | 0,90  | 17:19  |
| 6.  | SC 1919 Effelder (N)    | 18  | 5  | 4 | 9  | 029:410 | 0,71  | 14:22  |
| 7.  | 1. SC Sonneberg         | 18  | 4  | 5 | 9  | 026:310 | 0,84  | 13:23  |
| 8.  | FC Viktoria Coburg      | 18  | 5  | 3 | 10 | 028:400 | 0,70  | 13:23  |
| 9.  | SpVgg Neuhaus-Igelshieb | 17  | 5  | 3 | 9  | 022:340 | 0,65  | 13:21  |
| 10. | 1. FC Köppelsdorf       | 18  | 4  | 4 | 10 | 021:420 | 0,50  | 12:24  |

| (M) | Titelverteidiger Südthüringen |
| (N) | Aufsteiger                    |

## Gau Vogtland
Die Gauliga Vogtland war in dieser Spielzeit erneut in die regionalen Staffeln Vogtland und Göltzschtal unterteilt. Beide Staffelsieger spielten im Finale um die Teilnahme an der Mitteldeutschen Meisterschafts-Endrunde. Zur kommenden Spielzeit wurden die Staffeln aufgelöst und eine eingleisige Liga geschaffen.

### Staffel Vogtland
| Pl. | Verein                      | Sp. | S | U | N | Tore    | Quote | Punkte |
| --- | --------------------------- | --- | - | - | - | ------- | ----- | ------ |
| 1.  | 1. Vogtländischer FC Plauen | 14  | 9 | 3 | 2 | 041:200 | 2,05  | 21:70  |
| 2.  | VfR 1919 Plauen             | 14  | 7 | 6 | 1 | 049:300 | 1,63  | 20:80  |
| 3.  | SV Konkordia Plauen         | 14  | 8 | 2 | 4 | 038:280 | 1,36  | 18:10  |
| 4.  | Plauener SuBC               | 14  | 6 | 4 | 4 | 039:300 | 1,30  | 16:12  |
| 5.  | VfB Plauen                  | 14  | 5 | 3 | 6 | 024:250 | 0,96  | 13:15  |
| 6.  | SV Georgenthal (N)          | 14  | 4 | 2 | 8 | 031:460 | 0,67  | 10:18  |
| 7.  | Elsterberger BC             | 14  | 2 | 3 | 9 | 026:450 | 0,58  | 07:21  |
| 8.  | SC Markneukirchen           | 14  | 1 | 5 | 8 | 016:400 | 0,40  | 07:21  |

| (N) | Aufsteiger |

### Staffel Göltzschtal
| Pl. | Verein                 | Sp. | S  | U | N | Tore    | Quote | Punkte |
| --- | ---------------------- | --- | -- | - | - | ------- | ----- | ------ |
| 1.  | SpVgg Falkenstein      | 12  | 10 | 0 | 2 | 045:190 | 2,37  | 20:40  |
| 2.  | 1. FC 1907 Reichenbach | 12  | 7  | 1 | 4 | 026:170 | 1,53  | 15:90  |
| 3.  | SV 1912 Grünbach (M)   | 12  | 7  | 0 | 5 | 036:240 | 1,50  | 14:10  |
| 4.  | FC Teutonia Netzschkau | 12  | 6  | 2 | 4 | 024:300 | 0,80  | 14:10  |
| 5.  | VfB Lengenfeld 1908    | 12  | 1  | 7 | 4 | 022:360 | 0,61  | 09:15  |
| 6.  | FC Sturm Reichenbach   | 12  | 3  | 2 | 7 | 027:380 | 0,71  | 08:16  |
| 7.  | SV Sturm Rebesgrün (N) | 12  | 1  | 2 | 9 | 026:420 | 0,62  | 04:20  |

| (M) | Titelverteidiger Vogtland |
| (N) | Aufsteiger                |

### Finale Vogtland
|                                                             | Gesamt |                                                       | Hinspiel | Rückspiel |
| ----------------------------------------------------------- | ------ | ----------------------------------------------------- | -------- | --------- |
| 1. Vogtländische FC Plauen (Gruppensieger Staffel Vogtland) | 10:20  | SpVgg Falkenstein (Gruppensieger Staffel Göltzschtal) | 4:1      | 6:1       |

## Gau Wartburg
| Pl. | Verein                         | Sp. | S  | U | N | Tore    | Quote | Punkte |
| --- | ------------------------------ | --- | -- | - | - | ------- | ----- | ------ |
| 1.  | SV Preußen Langensalza (M)     | 18  | 12 | 3 | 3 | 052:210 | 2,48  | 27:90  |
| 2.  | SSV 07 Schlotheim              | 18  | 10 | 3 | 5 | 047:300 | 1,57  | 23:13  |
| 3.  | SV 1899 Mühlhausen             | 18  | 7  | 7 | 4 | 032:310 | 1,03  | 21:15  |
| 4.  | SpVgg 1909 Eisenach            | 18  | 8  | 3 | 7 | 039:350 | 1,11  | 19:17  |
| 5.  | SV 01 Gotha                    | 18  | 8  | 2 | 8 | 049:420 | 1,17  | 18:18  |
| 6.  | VfB 1909 Mühlhausen            | 18  | 7  | 2 | 9 | 035:350 | 1,00  | 16:20  |
| 7.  | FC Wacker 03 Gotha             | 18  | 6  | 3 | 9 | 025:340 | 0,74  | 15:21  |
| 8.  | SC Borussia Eisenach           | 18  | 6  | 3 | 9 | 026:360 | 0,72  | 15:21  |
| 9.  | WKG Nordstern Mühlhausen d (N) | 18  | 4  | 5 | 9 | 025:570 | 0,44  | 13:23  |
| 10. | BSC 1908 Ruhla d               | 18  | 4  | 5 | 9 | 033:420 | 0,79  | 13:23  |

| (M) | Titelverteidiger Wartburg |
| (N) | Aufsteiger                |

## Gau Westsachsen
| Pl. | Verein                  | Sp. | S  | U | N  | Tore    | Quote | Punkte |
| --- | ----------------------- | --- | -- | - | -- | ------- | ----- | ------ |
| 1.  | Zwickauer SC            | 18  | 12 | 4 | 2  | 036:200 | 1,80  | 28:80  |
| 2.  | VfB Glauchau            | 18  | 12 | 3 | 3  | 065:200 | 3,25  | 27:90  |
| 3.  | Planitzer SC (M)        | 18  | 12 | 2 | 4  | 056:300 | 1,87  | 26:10  |
| 4.  | FC 02 Zwickau           | 18  | 7  | 5 | 6  | 040:270 | 1,48  | 19:17  |
| 5.  | VfL 1905 Zwickau        | 18  | 8  | 3 | 7  | 043:330 | 1,30  | 19:17  |
| 6.  | SpVgg 1907 Meerane      | 18  | 6  | 4 | 8  | 035:350 | 1,00  | 16:20  |
| 7.  | SpVgg 1906 Crimmitschau | 18  | 5  | 4 | 9  | 027:390 | 0,69  | 14:22  |
| 8.  | VfTuB 1900 Werdau       | 18  | 5  | 2 | 11 | 035:530 | 0,66  | 12:24  |
| 9.  | SC Niederlungwitz (N)   | 18  | 4  | 2 | 12 | 025:540 | 0,46  | 10:26  |
| 10. | VfL Lichtenstein        | 18  | 4  | 1 | 13 | 020:710 | 0,28  | 09:27  |

| (M) | Titelverteidiger Westsachsen |
| (N) | Aufsteiger                   |

## Gau Westthüringen
| Pl. | Verein                     | Sp. | S  | U | N  | Tore    | Quote | Punkte |
| --- | -------------------------- | --- | -- | - | -- | ------- | ----- | ------ |
| 1.  | SC Wasungen                | 18  | 11 | 3 | 4  | 058:330 | 1,76  | 25:11  |
| 2.  | SpVgg Zella-Mehlis 06 (M)  | 18  | 10 | 5 | 3  | 072:270 | 2,67  | 25:11  |
| 3.  | SV Schmalkalden 04         | 18  | 7  | 6 | 5  | 041:410 | 1,00  | 20:16  |
| 4.  | SV Union-Zella Mehlis      | 18  | 8  | 3 | 7  | 056:450 | 1,24  | 19:17  |
| 5.  | SpVgg Gelb-Rot Meiningen   | 18  | 7  | 4 | 7  | 060:400 | 1,50  | 18:18  |
| 6.  | TuS Steinbach-Hallenberg   | 18  | 6  | 4 | 8  | 046:520 | 0,88  | 16:20  |
| 7.  | FC Barchfeld/Werra         | 17  | 7  | 1 | 9  | 026:390 | 0,67  | 15:19  |
| 8.  | SV Wacker Bad Salzungen    | 18  | 5  | 5 | 8  | 034:630 | 0,54  | 15:21  |
| 9.  | SpVgg Breitungen-Werra (N) | 17  | 6  | 2 | 9  | 027:550 | 0,49  | 14:20  |
| 10. | VfL Meiningen 04           | 18  | 4  | 3 | 11 | 031:560 | 0,55  | 11:25  |

| (M) | Titelverteidiger Westthüringen |
| (N) | Aufsteiger                     |

## Meisterschafts-Endrunde
Die Meisterschafts-Endrunde fand im K.-o.-System statt. Qualifiziert waren die Meister der einzelnen Gaue. Zusätzlich durften die Vereine TV Guts Muts Dresden und TV Märker-Treuen, als Vertreter der Deutschen Turnerschaft an der Meisterschafts-Endrunde teilnehmen.

### 1. Vorrunde
| Datum         |                                                     | Ergebnis |                                                      |
| ------------- | --------------------------------------------------- | -------- | ---------------------------------------------------- |
| 13. März 1932 | SV Budissa Bautzen (Sieger Gau Oberlausitz)         | 01:17    | PSV Chemnitz (Sieger Gau Mittelsachsen)              |
| 13. März 1932 | FV Fortuna Magdeburg (Sieger Gau Mittelelbe)        | 2:4      | FC Germania Halberstadt (Sieger Gau Harz)            |
| 13. März 1932 | FC Saxonia Bernsbach (Sieger Gau Erzgebirge)        | 1:6      | Dresdner SC (Sieger Gau Ostsachsen)                  |
| 13. März 1932 | SC Wasungen (Sieger Gau Westthüringen)              | e 1:3 e  | FV Schwarz-Gelb Weißenfels (Sieger Gau Saale-Elster) |
| 13. März 1932 | Singer TuSV Wittenberge (Sieger Gau Altmark)        | 2:6      | Hallescher FC Wacker (Sieger Gau Saale)              |
| 13. März 1932 | FC Thüringen Weida (Sieger Gau Osterland)           | 4:2      | SV 08 Steinach (Sieger Gau Südthüringen)             |
| 13. März 1932 | 1. Vogtländischer FC Plauen (Sieger Gau Vogtland)   | 4:0      | TV Märker Treuen (Vertreter Turnerschaft)            |
| 13. März 1932 | VfL 1911 Bitterfeld (Sieger Gau Mulde)              | 4:5      | SC Apolda 1910 (Sieger Gau Ostthüringen)             |
| 13. März 1932 | VfL Duderstadt (Sieger Gau Eichsfeld)               | 9:7      | SC Erfurt 1895 (Sieger Gau Nordthüringen)            |
| 13. März 1932 | Viktoria 03 Zerbst (Sieger Gau Anhalt)              | 4:3      | Zwickauer SC (Sieger Gau Westsachsen)                |
| 13. März 1932 | SC Wacker Leipzig (Sieger Gau Nordwestsachsen)      | 6:1      | TV Guts Muts Dresden (Vertreter Turnerschaft)        |
| 13. März 1932 | FV Wacker 05 Nordhausen (Teilnehmer Gau Kyffhäuser) | 4:3      | SV Preußen Langensalza (Sieger Gau Wartburg)         |

Wiederholungsspiel
| Datum         |                                        | Ergebnis |                                                      |
| ------------- | -------------------------------------- | -------- | ---------------------------------------------------- |
| 20. März 1933 | SC Wasungen (Sieger Gau Westthüringen) | 3:2      | FV Schwarz-Gelb Weißenfels (Sieger Gau Saale-Elster) |

### 2. Vorrunde
| Datum         |                             | Ergebnis |                    |
| ------------- | --------------------------- | -------- | ------------------ |
| 20. März 1932 | FC Germania Halberstadt     | 2:8      | Dresdner SC        |
| 20. März 1932 | PSV Chemnitz                | 10:20    | FC Thüringen Weida |
| 20. März 1932 | SC Apolda 1910              | 4:3      | VfL Duderstadt     |
| 20. März 1932 | Hallescher FC Wacker        | 3:1      | Viktoria 03 Zerbst |
| 20. März 1932 | FV Wacker 05 Nordhausen     | 00:10    | SC Wacker Leipzig  |
| 27. März 1932 | 1. Vogtländischer FC Plauen | 5:1      | SC Wasungen        |

### 3. Vorrunde
| Datum                                                              |                   | Ergebnis |                             |
| ------------------------------------------------------------------ | ----------------- | -------- | --------------------------- |
| 3. April 1932                                                      | PSV Chemnitz      | 7:5      | 1. Vogtländischer FC Plauen |
| 3. April 1932                                                      | SC Wacker Leipzig | 3:2      | SC Apolda 1910              |
| Der Hallesche FC Wacker und der Dresdner SC erhielten ein Freilos. |                   |          |                             |

### Halbfinale
| Datum          |              | Ergebnis |                      |
| -------------- | ------------ | -------- | -------------------- |
| 10. April 1932 | Dresdner SC  | 1:0      | SC Wacker Leipzig    |
| 10. April 1932 | PSV Chemnitz | 7:2      | Hallescher FC Wacker |

### Finale
| Datum          |              | Ergebnis  |             | Stadion              |
| -------------- | ------------ | --------- | ----------- | -------------------- |
| 17. April 1932 | PSV Chemnitz | 3:2 n. V. | Dresdner SC | VfB-Stadion, Leipzig |